# Teresa Alonso Gutiérrez
Teresa Alonso Gutiérrrez (Donosti, 18 de març de 1925) va ser una nena de la Guerra Civil Espanyola. L'any 1937, amb dotze anys va ser evacuada a l'URSS on rebé cures, educació i va cursar estudis de pèrit electricista. Durant la Segona Guerra Mundial va sobreviure al setge de Leningrad i va ser voluntària de les brigades del Komsomol, treballant i defensant el seu país d'acollida. Va tornar a Espanya el 1956.

## Biografia
Nascuda en el si d'una família humil oriünda de la província de Segòvia, els seus pares s'havien traslladat a Madrid, on va néixer la primera filla. Més tard, per motius laborals —el pare era ferroviari— van residir a Donosti (País Basc). Teresa va néixer al barri d'Eguía i com tantes nenes de l'època va haver de compaginar l'escola amb el treball en tallers de roba i confecció.
El 1934, durant la revolució minera d'Astúries, va ser assassinat el seu oncle, obrer del carbó i sindicalista. Aquest fet la marcà profundament i amb onze anys ja acompanyava el seu pare, militant de la UGT, als mítings i reunions.
Poc després de l'esclat de la Guerra civil, davant l'amenaça d'invasió de l'exèrcit feixista, amb la mare i la germana es va traslladar a Bilbao, on tenien un cosí gudari que treballava pel Govern Basc presidit per José Antonio Aguirre.
Els atacs feixistes augmentaven i el 26 d'abril de 1937, quan anava en autobús al mercat, va contemplar des d'un turó el bombardeig de Guernika perpetrat per un esquadró de la Legió Còndor. Davant d'aquesta situació, el Govern de la República va acordar amb l'URSS i Mèxic l'evacuació de contingents d'infants per garantir la seva subsistència i apartar-los dels perills de la guerra.

## Expedició de nens republicans a l'URSS
El 12 de juliol de 1937, en el port de Santurce, Teresa Alonso, amb dotze anys, embarcà, en un grup de 1.500 nens i nenes, en el vaixell Habana en un viatge ple de perills, sempre en el punt de mira del creuer Almirante Cervera de l'armada feixista. Després d'una escala a Bordeus el grup va ser dividit; alguns nens es van quedar a França i altres van anar a Anglaterra o a Suïssa. Els que tenien Rússia com a destí van ser traslladats al vaixell francès Sontay i navegaren una bona part del trajecte protegits pels caces soviètics Polikàrpovs I-15, anomenats els Xatos. En aquell segon vaixell va conèixer Vicenta Alcover que va ser la seva millor amiga, i el noiet Ignacio Aguirregoikoa Benito, que va esdevenir el seu primer gran amor.
La rebuda de la mainada a Leningrad va ser espectacular, foren curats, alimentats i enviats a un sanatori de Crimea. Més tard varen començar el curs escolar a les anomenades «Cases de Nens», on tenien professors espanyols, russos i tàrtars. Van aprendre l'idioma i les tradicions del nou país sense oblidar ni renunciar a les pròpies.
La derrota de la Segona República Espanyola vamolt amarga; alguns havien perdut definitivament la família i estaven sols al món, però havien teixit forts llaços afectius amb els professors i companys i es consideraren adoptats pel poble soviètic. El 1940 Teresa Alonso va ser enviada a Moscou i després a La Casa de Joves de Leningrad, on va estudiar i va treballar a la fàbrica Experimentalni Savod Etalòn, per ser pèrit electricista.
L'amistat amb Ignacio, que era aviador i estudiava a Moscou, s'havia convertit en amor i malgrat la seva joventut, el març del 1941 li va proposar matrimoni, però el monitor els aconsellà que esperessin un any.

## La Segona Guerra Mundial
El 22 de juny de 1941 l'Alemanya nazi va envair la Unió Soviètica trencant el pacte de no-agressió. La majoria de joves espanyols refugiats es van allistar per anar al front i els que no tenien l'edat per a fer-ho es van mobilitzar per construir fortificacions i barricades. Teresa Alonso es va allistar a la Komsomol, organització del Partit Comunista soviètic, i treballava deu hores diàries a la seva antiga fàbrica, que produïa material de guerra. Un dia hi va explotar un obús i va resultar ferida a l'esquena i a la ma amb unes seqüeles que arrossegaria tota la vida.
El 8 de setembre de 1941 va començar el setge de Leningrad. Durant gairebé setze mesos la població civil va ser bombardejada i delmada pel fred i la fam. Teresa Alonso va ajudar a enterrar els cadàvers que recollien per les cases i els que suraven congelats a les aigües del riu Nevà. La situació era tan desesperada que en alguns casos es va recórrer al canibalisme com a única possibilitat de subsistència. Amb un reduït grup de companys van intentar sortir de Leningrad per l'única ruta possible a través del llac Làdoga, extremadament perillosa en l'època de desglaç. La seva intenció era reunir-se amb Ignacio a Stalingrad, però com que no el va trobar, van continuar cap al sud seguint l'èxode de refugiats que fugien dels pobles amb carros i animals calant foc a llurs cases i cultius, seguint la consigna de terra cremada.
En una travessa inacabable van creuar les muntanyes del Caucas, intentant eludir l'atac dels txetxens, sempre en conflicte amb els soviètics. Finalment van arribar a la riba de la mar Negra a Sukhumi (Abkhàzia) i més tard a Tbilisi. Teresa Alonso fou destinada a treballar en una central hidroelèctrica, en règim d'explotació i, essent una noia jove, va haver de defensar-se de continuats intents d'assetjament fins que fou acollida per una família originària d'Armènia.

## La Postguerra
La família Kerupian, que va acollir-la, regentava una botiga-taller de calçat a Makharadse i vivien a Batum (Geòrgia). La van tractar com a una filla i li van ensenyar el disseny i confecció de les sabatilles típiques del país. Va romandre-hi tres anys fins que va decidir tornar a Moscou per buscar pistes d'Ignacio. Va treballar en el control de qualitat d'una fàbrica de màquines d'escriure i el 1948 va tenir la confirmació oficial de la mort del seu promès, ocorreguda el 9 de març de 1944 en ser abatut amb el seu avió prop de Tallinn (Estònia). La notícia la va trasbalsar profundament i va caure malalta, però va haver de reaccionar. El partit li va encomanar la missió de visitar fàbriques i contactar amb col·lectius obrers. Va col·laborar en revistes i publicacions i va conservar sempre el contacte amb els excompanys de La Casa dels Nens. L'any 1949 es va casar amb el camarada Vicente Carrión, el tinent coronel més jove de l'exèrcit rus i al cap de poc va néixer la seva filla.

## La tornada a Espanya
Després de la mort de Stalin, entre els anys 1956 i 1960, quan l'escalada de tensió entre els EUA i la URSS es trobava en el punt més àlgid, Khrusxov, Franco i la CIA van orquestrar l'operació retorn dels nens de Rússia, convertits en joves adults, subjectes d'una maniobra política que va beneficiar tots tres països, donant així una imatge de falsa obertura.
El 18 de desembre de 1956 Teresa Alonso i la seva filla van desembarcar del vaixell Krim a València. Va retrobar els seus pares i germana, però l'adaptació va ser molt difícil per la situació política i de gènere que es vivia a Espanya, per la manca d'una feina adient a la seva formació i pels constants interrogatoris i amenaces dels agents de la CIA, que volien informació sobre les seves activitats a Rússia.
Va treballar a l'hotel Arycasa de Barcelona, de vegades fent d'intèrpret, i més tard de telefonista a la factoria Pepsi-Cola. El seu marit mai va tornar a Espanya i el 1969 Teresa Alonso va descobrir que llur matrimoni havia estat anul·lat. A Barcelona va conèixer l'artista i escenògraf Rafael Mora —germà de l'autor teatral Victor Mora i Alsinella— i es van casar. Teresa Alonso va patir diverses operacions com a conseqüència de les antigues lesions de guerra, però va treballar fins a la jubilació. El seu marit va morir el 28 de desembre de 1988

## Memòria històrica
La repressió institucional del Franquisme i el pacte de silenci de la Transició havien condemnat a l'oblit els vençuts de la Guerra Civil i no fou fins al 2007 que el Govern de Rodriguez Zapatero va promulgar la Llei de Memòria Històrica, mitjançant la qual es reconegueren certs drets i mesures de reparació per a les persones que havien patit violència o persecució durant la Guerra Civil i la Dictadura.
Els nens de Rússia van sortir de l'anonimat i van ser objecte del l'interès i estudi de molts historiadors que van publicar llurs testimonis, descobrint històries colpidores que han quedat plasmades en llibres, diaris, exposicions i audiovisuals.El 2022, l'escriptora Celia Santos va publicar el llibre La niña de Rusia, una novel·la basada en la vida de Teresa Alonso, que viu a Barcelona va rebre un homenatge amb motiu del seu 95è aniversari. Cada cinc anys, el Consolat rus li atorga una medalla commemorativa del triomf sobre el nazisme i per la seva participació en el setge de Leningrad.